# Skukuza

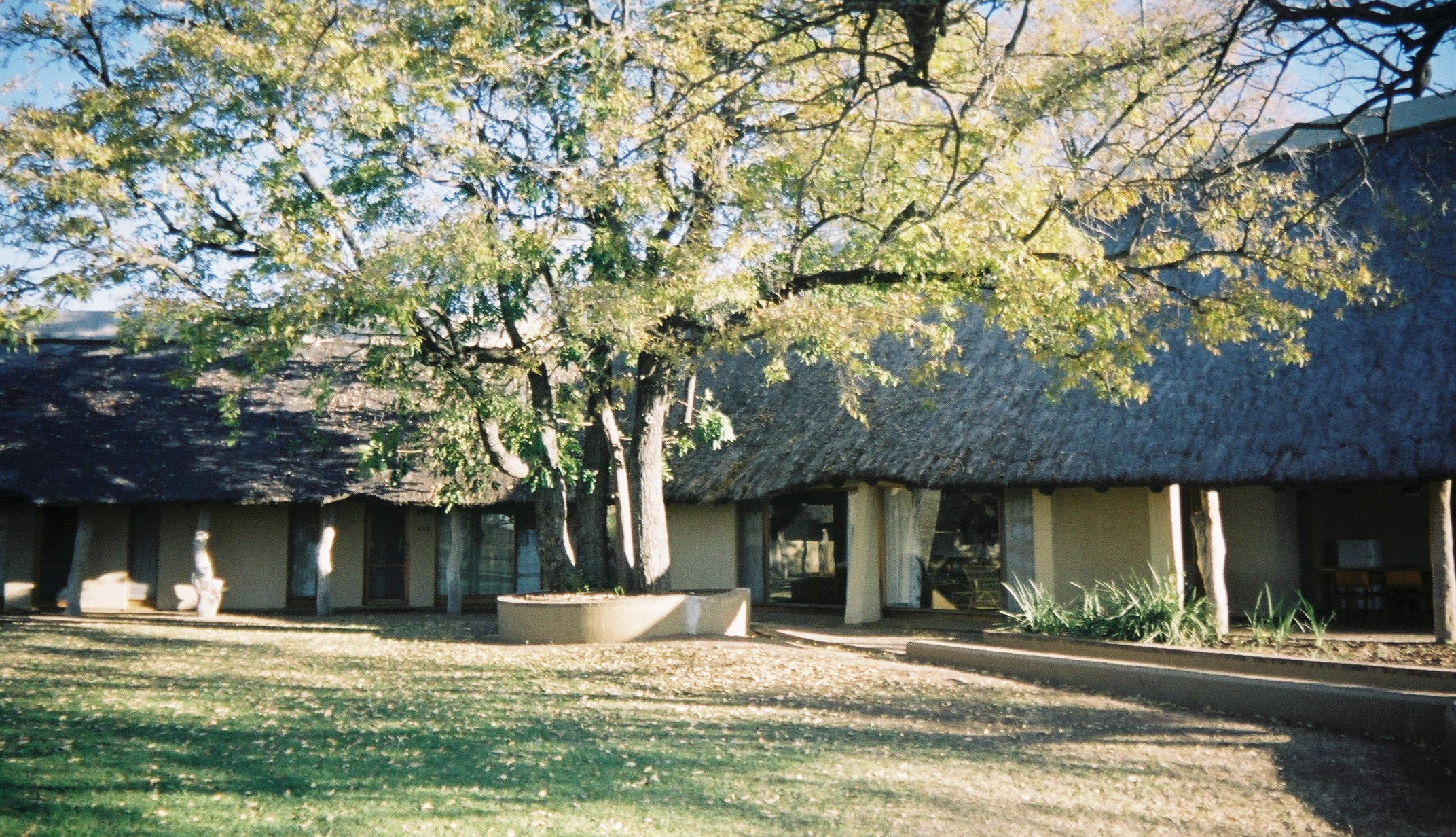
Waterkant gasthuis.

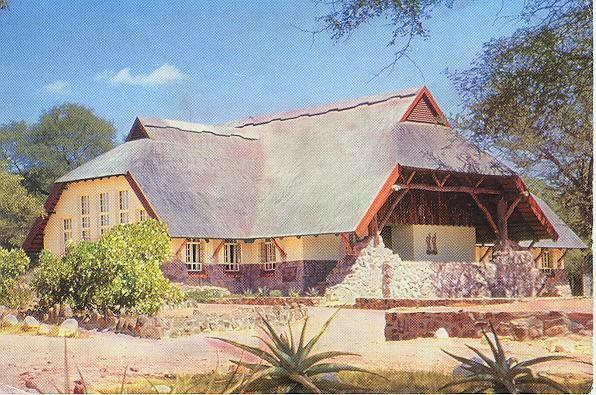
Stevenson-Hamilton-Gedenkbibliotheek in Skukuza.

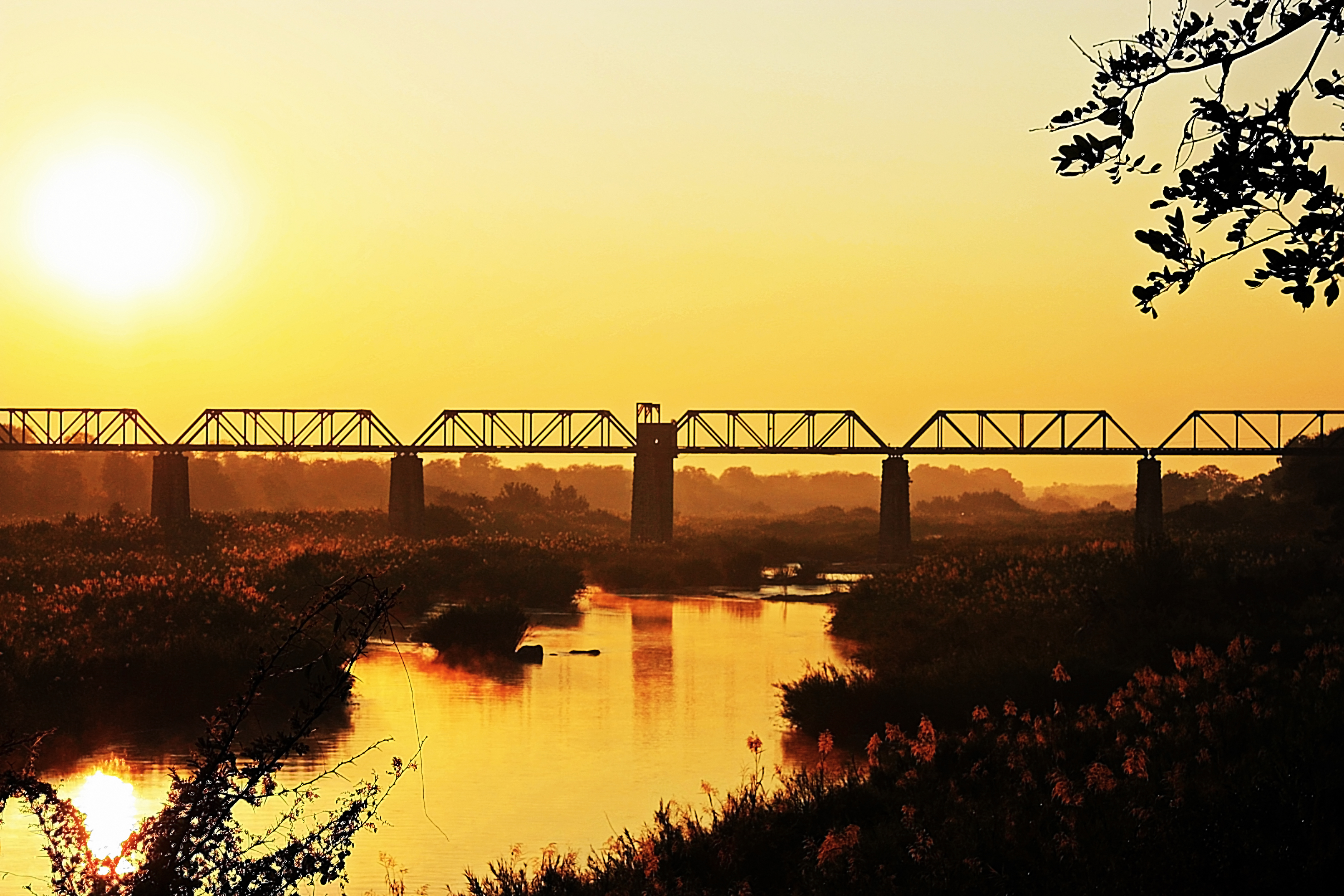
Oude spoorwegbrug over de Sabierivier bij Skukuza.

Skukuza is het belangrijkste rustkamp van het Nationaal park Kruger, in het noordoosten van Zuid-Afrika.
De naam is afgeleid van het Zoeloewoord Sikhukhuza, wat "nieuwe bezem" betekent en een koosnaampje was voor de natuurbeheerder James Stevenson-Hamilton omdat hij het gebied "schoongeveegd" had van stropers en andere criminelen. Het kamp werd opgericht in 1902 onder de naam Sabie Bridge tot het in 1936 werd omgedoopt naar "Skukuza".
Het kamp omvat onder andere een administratief centrum, een ATM bank, een golfterrein, autoverhuur en een medisch centrum.